# Choroba zasadowa
Choroba zasadowa u ryb – choroba alkaliczna, alkaloza (Alcalosis)

## Wstęp
Woda i jej jakość w przypadku wartości pH są częstą przyczyną niektórych chorób ryb akwariowych.
Woda o odczynie zbyt zasadowym bardzo niekorzystnie wpływa na ryby. Może być też częstym powodem ich osłabienia, a nawet doprowadzić do ich śnięcia, czyli doprowadzić do śmierci.
Niebezpieczeństwo podniesienia się pH w wodzie do wartości szkodliwych powstaje przede wszystkim przy zbyt obfitym rozrośnięciu się roślin, które przy silnym oświetleniu zabierają cały znajdujący się w wodzie kwas węglowy.
W wyniku zwiększonej fotosyntezy zabrakło czynników, które tworzyły kwaśny odczyn wody. W efekcie powstał odczyn zasadowy,
Zaniedbanie jakości wody ze strony hodowcy powoduje u ryb chorobę zasadową.

## Objawy
Przy niezbyt dużym przekroczeniu stopnia zasadowości, ryby stają się słabe. Przebywając dłużej w takiej wodzie stają się apatyczne. Brak u nich żerowania. Świeżo wpuszczone do akwarium opadają na dno. Mają trudności ze wznoszeniem się do góry, miewają "konwulsje", tracą barwy. Często chwytają powietrza z powierzchni wody. Następuje zataczanie się ryby i "stanie na głowie". Niekiedy występuje u nich słabe niebieskobiałe zmętnienie powierzchni skóry. Spowodowane to jest zbyt dużym wydzielaniem śluzu. Uszkodzeniu ulega skóra i skrzela. U ryb szczególnie płetwa ogonowa jest postrzępiona, częściowo zniszczona. Bez specjalnych, widocznych objawów płetwy te mogą ulec zniszczeniu aż do nasady. Zauważyć można też lekkie nastroszenie łusek. Powierzchnia oka ulega zmatowieniu z powodu dużej ilości wydzielającego się śluzu.

## Zabiegi
Pierwszym zasadniczym środkiem zaradczym w razie niewielkiego wzrostu zasadowości jest zakwaszenie wody do pH właściwego dla danego gatunku ryb. Następnie należy przywrócić w akwarium normalne warunki. W przypadku większych wahań należy w miarę szybko wymienić wodę, gdyż jest ona jednym z podstawowych czynników zachorowania ryby. W następnych krokach należy zmniejszyć intensywność oświetlenia, prześwietlić (przerzedzić) zbyt gęste rośliny. Po tych zabiegach należy intensywnie przewietrzać wodę i powoli doprowadzić ją do właściwego odczynu. Wskazane jest nawożenie przez CO2